# Црква Светих апостола Петра и Павла у Врућици
Црква Светих апостола Петра и Павла у Врућици, парохијска је православна црква у насељеном месту на територији општине Теслић, припада Епархији зворничко-тузланској Српске православне цркве.

## Врућичка парохија
Црква посвећена Светим апостолима Петру и Павлу у Врћици седиште је парохије коју чине насељена места:
Врућица, Бежља, Радешићи, Јелића Поток, део Гомјенице, Црна Ријека, Студенци, Комушина и Слатина.

## Историјат и архитектура
Црква је димензија у основи 11,2 х 9,2m, градили су је мајстори из Маглаја предвођени мајстором Милошем од 1920. до 1923. године. Епископ бањалучки Василије Поповић освештао је храм 12. јула 1923. године. Црква је подигнута на иницијативу Јефте Вуковића, као и других добровољаца из Првог свјетског рата. Секира којом је тесана дрвена грађа данас се налази у поседу цркве, пошто је главни мајстор Милош предао оруђе Милошу Видовићу из Доње Врућице. Секира је мијењала власнике, а Милија Павловић ју је 1954. године предао свештенику на чување.
У току Другог свјетског рата храм су опустошиле усташе. Обновљен је 1976. године, изнутра и споља, када је уведена и струја. Други пут је обновљан у периоду од 1988. до 1991. године, када је дограђен звоник, затим постављен нови крст, промењени прозори, постављен нов иконостас и нова фасада.
Иконе са старог иконостаса предате су Музеју Епархије зворничко-тузланске, а датирају из 20-их година 20 века. Иконостас од иверице постављен је 1991. године. Овај иконостас и иконе израдио је мајстор Александар Васиљевић из Добоја. Нови иконостас постављен је 2013. године, а израдио га је мајстор Саво Живковић из Гаврића код Добоја. Иконе на иконостасу иконописао је Горан Пешић из Чачка.